# Београдске библиотеке у Другом светском рату
Београдске библиотеке у Другом светском рату доживеле су поред огромних разарања библотечког фонда, наметнуту трансформацију и рад у неусловним просторима, што је имало за циљ да се њихова активност и рад усмери у корист нацистичке и колаборационистичке пропагандне машинерије, која је деловала под утицајем културне политике, која се ослањала на идеолошке постулате нацизма, национализма, ксенофобије и антимодернизма.
Национализам, односно уска интерпретација национализма ( као „сублимисана тежња за повратком, назови изворном и неукаљаном врелу српске духовности”), који је био заједничко обележје наведених тема, био је идеолошка основа на којој се темељила целокупна диригована култура, дакле и целокупна књижевна продукција, а тиме и библиотекарска активност.
Није само сиромашна и наметнутна и стално контролисана и цензурисана, књижевност обележила период Другог светског рата у Београду, већ је на та обележја утицала и девастација појединих културних институција од националног значаја, пре свих великих београдских библиотека, које су биле ризнице писане речи, не само на српском већ и на другим језицима. Гледано у том контексту тужне судбине београдских библиотека, можда је најпримеренији показатељ стања у култури Београд у периоду рата и окупације.
И док је Народнa библиотекa, током целог периода окупације била онеспособљена да се бави својом изворном делатношћу, у Београду су ову судбину избегле две значајније библиотеке, Градска библиотека и Универзитетска библиотека, које су биле у могућности да већи део рата читаоцима позајмљују књиге и периодику.

## Народна библиотека
Српску престоницу на самом почетку окупације обележило је ужасно разарањеа Народне библиотеке у Београду, која је у ваздушним нападима снага Луфтвафе у ноћи између 6. и 7. априла 1941. године, била погођена запаљивим бомбама, што је довело до уништења готово целокупног њеног фонда. У том злочиначком акту нису страдале само много деценија сакупљене вредне књиге и друге публикације, којих је према неким подацима до 1941. године било готово 600.000, већ и непроцењиво културно благо (стари српски рукописи, повеље и документи), целокупна штампа из периода између 18. и с почетка 20. века, и небројене преписке, мапе и географске карте.
Штета која је била огромна и ненадокнадива, а у њој је на згаришту у пепелу завршило око 350.000 књига и око 500.000 различитих свезака.
Иако је поступајући према плану Народне библиотека за случај рата, њен управник Драгослав Илић најдрагоценији материјал спремио за транспорт још 1. априла 1941. године, у наредним данима обавештен је од стране Министарства просвете да се евакуација неће реализовати, због техничких немогућности. Грађа је колико су услови дозвољавали – скривена у подрум, који је био плитак и од цигала, и није представљало никакву заштиту за снажне фугасте бомбе нацистичке Немачке авијације, тако да је током ноћи је највећи део зграде изгорео. Током прве вечери бомбардовања и наредних дана, тако да је пожар тињао и није се потпуно угасио ни током наредна три дана.
Ко је крив за страдање библиотеке?
Током јула 1941. у јавности је покренуто питање у институцијама и штампи о одговорности појединаца за страдање библиотеке и драгоцености из њених фондова, и започета прво расправа а онад и истрага:
| „ | Истрагу је преко новина предводио Милан Јовановић Стоимировић, који је сматрао да управник Илић није учинио све што је било у његовој моћи да се драгоцености спасу, оптужујући га за јавашлук и небригу. Управник Драгослав Илић се преко штампе бранио од напада, сваљујући кривицу на Министарство просвете и на предратну власт уопште, коју је оптуживао да није имала слуха за проблеме са којима се Народна библиотека суочавала током дугог низа година. На основу узете изјаве и саслушани свих сведока, комисија (одређена да испита овај догађај) ослободила је Драгослава Илића одговорности и кривицу свалила на одговорне више државне власти до 6. априла 1941. године, које се, поред свега заузимања управа и пријатеља Народне библиотеке после Уједињења, нису постарале да једна таква важна установа добије модерну зграду са бетонираним трезорима, у којима је једино могуће очувати драгоцене рукописе и књиге. Одговорност Немаца за страдање библиоте се, наравно, није испитивала. | ” |

### Покушаји обнова Народне библиотеке
У другој половини 1941. године приоритети нових колаборационистичких власти, посебно оних појединаца који су у новим приликама одлучивали о културној политици у Београду, било је проналажење адекватног смештаја за преостали библиотечки фонд, као и почетак обнове, уништеног библиотечког фонда.
Изналажење адекватног смештаја
Народна библиотека је у лето 1941. године привремено смештена у неусловне просторије за нормалан рад библиотеке у згради Феријалног савеза у Француској улици 36. Како је неадекватни смештај Библиотеке представљао све већи проблем, она није могла да прими све оно што је од књига спашено, нити оно што су грађани и друге културне и просветне институције касније донирале.
Као једно од трајнијих решења за смештај разматрана је могућност да се Народна библиотека смести у зграду Соколског друштва „Матица” у Делиградској улици, при чему се имало у виду да је рад соколских удружења одлуком окупаторских власти био забрањен.
Ипак, упркос најавама и обећањима Драгог Јовановића да ће проблем ускоро бити решен, библиотека је затворила своја врата за посетиоце.18
У лето 1943. године окупационе власти донеле су одлуку да се Народна библиотека трајно пресели из Француске 36 у просторије Дома „Светог Саве”, у Душановој 13. Како је пре усељења зграду прво требало адаптирати за ту намену, Од ове иницијативе се одустало. 20 иако су уз напор запослених у библиотеци и грађана који су добровољно притекли у помоћ, скоро целокупан инвентар пребачен у нову зграду, по наређењу немачке команде просторије у Душановој улици морале бити испражњене, јер је зграда реквирирана за потребе немачке војне силе.21 Књиге су враћене у привремени смештај у згради у Француској улици, а неки вреднији примерци су депоновани у трезор Народне банке, због страха од савезничког бомбардовања Београда.
| „ | Такође, шпекулисало се да ће Народној библиотеци бити додељен један празан плац у центру Београда и да ће се на том празном плацу градити нова библиотечка зграда када прилике то буду дозволиле. | ” |

Обнова библиотечког фонда
Преко градске штампе покренута је активност да се у рад библиотеке и активности везане за обнову књижевног фонда укључи целолупна српска јавност и богати појединци (којима је предлагано да одвоје материјална средства за збрињавање Народне библиотеке). И сам (тадашњи) управник Библиотеке Драгослав Илић преко средтсва информисања упутио је молбу и другим културним институцијама и појединцима да помогну Народну библиотеку, и да јој поклоне дупликате које поседују у својим фондовима или да донирају књиге из својих приватних збирки и колекција.
Акција обнове библиотеке која је започета у мају 1941. године трајала је све до краја окупације, и може се матрати успешном.24 Наиме велики број Београђана уступио је библиотеци своје књиге, новине, часописе, писма, мапе и карте, а то су учиниле и бројне институције културе и просвете, друге библиотеке, институти, факултети при Универзитету у Београду, бројна предратна удружења грађана, државне институције и гимназије и школе. тако да се током окупације број књига и свезака које су чиниле нову збирку Народне библиотеке стално се увећавао.
Акцију је међу првима подржао комесар Министарства просвете Ристо Јојић и многи други чланови колаборационистичке управе, књижевници и други грађани Београда из област уметности и културе. Тако је у септембру 1941. године нови фонд Народне библиотеке бројао је више од 40.000 књига. Схватајући да су активности везане за обнову фонда библиотеке представљале веома згодно пропагандно оруђе, у акцију су се укључили својим поклонима и донацијама бројни колаборационистички званичници и чланови немачког окупационог апарата. Тако је нпр. председник Владе Милан Недић поклонио библиотеци два ретка дела српске средњевековне књижевности, министар просвете Велибор Јонић неколико хиљада књига, а Ђура Котур, челник Националне службе за обнову Србије светосавску „Крмчију”. Међу дародавцима се нашло и издавачко предузеће „Југоисток”, издавачка кућа под контролом немачког пропагандног одељења у Србији, које је библиотеци поклонило своју целокупну продукцију од 1941. године, укупно око 1.000 наслова.

## Градска библиотека
Градска библиотека, данас Библиотека града Београда, почела је са радом 11. јануара 1931. године. У истом простору тада је почео да ради и Музеј града, данас Музеј града Београда и на тај дан свечано су освећени. Овим чином Београд добија модерну градску библиотеку која је у годинама пред рат постала изузетно значајна културно-просветна установа, са више хиљада чланова и богатим библиотечким фондом. По угледу на савремене европске библиотеке, књиге су сређене према принципима децималне класификације, организују се први стручни библиотекарски курсеви. Исте године, отворена је и прва Читаоница за децу у Југославији.
Почетак рата Библиотека је дочекала у свом простору, у згради у улици Кнегиње Љубице 1, данашњој Змај Јовиној, коју је за потребе Библиотеке и Музеја откупила Општина, а у коју су се ове институције уселиле у мају 1935. године. Осим Музеја касније је у састав библиотеке ушао и Архив града. Музеј се издвојио 1941. године, а Архив 1947.
У бомбардовању Београда у априлу 1941. године, зграда у Змај-Јовиној улици је тешко оштећена запаљивом бомбом, након чега је страдао велик део културног блага који је био складиштен у музеју и библиотеци. Организован акцијом запослених и грађана највећи део библиотечке збирке је ипак је остао неоштећен. Том приликом у бомбардовању а потом и пожару који је уследио уништено је 3.978 а оштећено 2.708 књига.
Након преоцене штете у мају 1941. године започети су радови на санацији објекта библиотеке, како би она што пре била стављена у функцију. Санација зграде окончана је у октобру 1941. године и Градска библиотека је свечано отпочела са радом 22. децембра 1941. Том приликом организоване су свечана академија, изложба старих документа и рукописа српских књижевника и уметника, као и изложба књига, која је трајала од 22. до 28. децембра 1941.
Иако Музеј није био отворен за јавност током ратних година, он је наставио са активностима, а рад библиотеке се релативно несметано одвијао. У току рата радила је Дечја библиотека, а за остале кориснике библиотека је отворена почетком 1943. године и радила је све до 1944. када је обуставила рад, због страха да би библиотечка грађа могла бити уништена у савезничком бомбардовању града. Тада је превентивно заједно са другим културним благом које је било у власништву Музеја града Београда, складиштен и библиотечки фонд у трезор Народне банке.
| „ | Током окупације је прецизно вођена статистика чланова и позајмица, па данас знамо да је од поновног отварања библиотеке крајем 1941. године до јуна 1942. године било 23.828 посета и да је у истом периоду издато 22.038 књига, док је током 1943. године било 31.905 посета а издато је 32.457 књига. | ” |

У послератном извештају, од 26. марта 1948. године, констатовано је да је Библиотека у току рата изгубила 4.226 књига.

## Универзитетска библиотека
Универзитетска библиотека током априлског бомбардовања Београда била је поштеђена већих разарања. Од детонација бомби у околини на згради библиотеке само су попуцали прозори а дошло је и до других мањих материјалних штета, које се могла санирати.
Међутим за рад библиотеке и њену књижевну грађу велики проблем био је тај што су током априла 1941. године зграду библиотеке за своје потребе користили припадници немачке војске. И онда када су зграду напустили, због њене атрактивне локације и репрезентативног изгледа зграде, немачке војне власти у неколико наврата покушали су да се уселе у зграду Универзитетске библиотека и користе је за сопствене потребе. Захваљујући запосленима у библиотеци, Београдском Универзитета и Министарству просвете, који су ургирали код немачких власти Немци су одустали од своје намере.
Када су Немци изашли из зграде, након утврђене штете на згради и уништења 587 књига, отпочело се са нужним поправкама, тако да је у октобру 1941. године Универзитетска библиотека обновила рад. У тренутку поновног отварања библиотеке је располагала са око 160.000 различитих књига, углавном стручне литературе.
Иако је Универзитетска библиотека првенствено била намењена студентима и професорима Универзитета у Београду, она је у периоду окупације радила и за остале грађане, првенствено због тога што у том периоду Народна библиотека није радила. На основу одобрења Ректора Универзитета у Београду Универзитетска библиотека књиге је издавала и немачким војницима.
Према текстовима објављеним у београдскин новинама током 1942. и 1943. године, може се закључити да је Универзитетска библиотека била веома посећена и да је у том периоду значајно увећала свој фонд књига и часописа.

## Остале библиотеке у окупираном Београду
Поред три наведене библиотека, током окупације радило је и неколико институција које су грађанима позајмљивале књиге:
- Библиотека Радничке коморе
- Библиотека Главног савеза земљорадничких задруга, која је у тешким условима обновила рад током окупације.
- Више позајмних библиотеке, и то у посебним одељењима у књижарама, где су се на читање могле добити књиге које се нису налазиле на списковима забрањених књига, од стране окупационих власти.[28]

## Значај Беогардских библиотека у рату
Већина истраживача слаже се да рат и окупација нису угасили страст Београђана за читањем, већ се дешавало управо супротно. Читање је постало једна од омиљених хобија и културних активности становника српске престонице.
Вишегодишња окупација у којој су Београђани проводили дуге ноћи под полицијсим часом, када нису смели да излазе на улице или да слушају радио (који им је одузиман), приморала их је да време проводе у својим домовима, у читању књиге из сопствених или градских библиотека или књига које су позајмљивали од пријатеља и познаника.